# Giuseppe Giacomini
Giuseppe Giacomini (Veggiano, 7 de septiembre de 1940- Veggiano, 28 de julio de 2021) fue un tenor italiano. Poseedor de una voz caudalosa y oscura de tenor dramático.

## Biografía
Estudió con Elena Ceriati y Vladimiro Badiali y debutó en 1966 como Pinkerton en Madama Butterfly en Vercelli y posterirormente en Parma y Modena como Turiddu y Des Grieux. 
En 1970 cantó en Berlín (Des Grieux en Manon Lescaut), Il Tabarro en Lisboa (1971), Tosca en Barcelona (1972) y Viena (1973) y la Staatsoper de Múnich.
En 1974 debutó en América en el Teatro Colón de Buenos Aires como Pinkerton, regresando para Il Tabarro, como Álvaro y Radames en Aida en 1985. 
Se sucedieron importantes debuts en Italia en La Scala (La forza del destino, 1974; La Bohème, 1975), Teatro San Carlo, Teatro Reggio, Opera di Roma, y Teatro Reggio. Además del Théâtre de la Monnaie en Bruselas, Grand Opéra de Paris, Berlín, Köln, Düsseldorf, Frankfurt am Main, Hamburgo, y Wiesbaden.
Al año siguiente cantó en Estados Unidos en La Fanciulla del West y en el Metropolitan Opera en La forza del destino, regresando para Macbeth, Don Carlo, Il Trovatore, Pagliacci y Tosca entre 1976 y 1988 totalizando 87 representaciones cantando junto a Leontyne Price, Renata Scotto, Tatiana Troyanos, Martina Arroyo, Ghena Dimitrova y otras estrellas líricas.
En 1980 debutó en Covent Garden como Ramerrez (Fanciulla del West). En 1985 cantó en Ravena, luego Otello en 1986 en San Diego, Radamès en Buenos Aires y desde 1989, un aclamado Andrea Chénier en la Wiener Staatsoper donde cantó Radamés (1990, 1993 y 1994), Otello (1991, 1997), Manrico (1996), Calaf (1997, 1998), y Cavaradossi (1997-98).
Sus últimas actuaciones fueron en Oslo, Zúrich y Londres como Mario Cavaradossi en 2000.
Aparentemente se retiró en 2000 aunque actuó esporádicamente.
Falleció por un infarto a los ochenta años el 28 de julio de 2021.

## Discografía
- Bellini - Norma - Renata Scotto, Tatiana Troyanos - James Levine
- Giordano - Fedora - Magda Olivero - Ferrucio Scaglia, 1971
- Mascagni - Cavalleria Rusticana - Jessye Norman, Dmitri Hvorostovsky - Semión Bychkov
- Puccini - Trittico - Mirella Freni, Leo Nucci, Bruno Bartoletti
- Verdi - La forza del destino - Leontyne Price, Leo Nucci - James Levine, DVD - Metropolitan Opera, 1984